# خمک (زهک)
خمک ، بخش مرکز بخش خمک شهرستان زهک در استان سیستان و بلوچستان ایران است.

## جمعیت
این روستا در بخش خمک قرار دارد و براساس سرشماری مرکز آمار ایران در سال ۱۳۸۵، جمعیت آن ۱٬۲۶۳ نفر (۳۲۴خانوار) بوده‌است.